# 수분저류현상
수분저류현상(水分貯留現象)은 체액저류현상으로도 알려져 있는데, 신체의 순환계나 조직, 흉강이나 복강 등의 신체의 구멍에 수분이 비정상적으로 축적되어 신체기관이 붓는 현상을 말한다. 물은 신체 세포의 안팎에서 찾을 수 있다. 수분은 혈액의 구성성분인데, 몸 속에서 적혈구를 운반하는 것을 돕고 산소와 중요 영양소가 혈액에 잘 녹아있을 수 있도록 유지해서 뼈와 근육, 각종 샘(腺)에서 잘 흡수할 수 있도록 한다. 게다가 각종 생체조직과 근육도 대부분 물로 이루어져있다. 
인체는 체내에 일정한 체액의 양을 유지하기 위해서 호르몬과 프로스타글란딘이라고 불리는 호르몬 유사물질을 이용한다. 어느 날 과도한 양의 액체를 섭취한다고 하더라도 그것은 장기적으로는 영향을 미치지 않는다. 왜냐하면 신장이 초과 수분을 소변으로 배출하기 때문이다. 같은 원리로 만약 충분한 양의 물을 섭취하지 않을 경우에는 신체는 수분을 잡아두려고 하고 평소보다 덜 소변을 보게 된다.

## 수분저류현상이 나타나는 경우
산소, 비타민 그리고 다른 영양소가 풍부한 체액은 가장 작은 혈관인 모세혈관에서 주변부의 조직으로 통과한다. 이것을 조직액 혹은 간질액(間質液)이라고 한다. 이 체액은 세포에 영양분을 공급하고 다시 모세혈관으로 돌아온다. 수분저류현상은 모세혈관 내부에서의 압력변화나 혈관벽의 내구도 변화로 인해 나타난다. 만약 혈압이 잘못되거나 혈관벽에서 체액이 너무 새게 되었을 경우에 그 체액은 세포 사이의 조직 공간으로 새어 나올 것이다. 가끔 너무 많은 체액이 새어 나와서 모세혈관으로 돌아가는 것이 불가능해지고 그대로 조직에 남게 되면 조직이 부어오르고 물에 잠기게 되는데 이것을 수분저류현상으로 경험하는 것이다. 또다른 것으로 림프계가 있는데 이 역시도 "넘치는 현상"을 겪을 수 있지만, 많은 양의 초과 체액을 혈관으로 되돌리는 것도 가능하다. 그러나 림프계도 정체되거나 울혈이 생기게 된다면 체액이 여전히 조직에 남아있게 되고, 결과적으로 다리나 발목, 발, 복부 등 다른 신체기관이 붓게된다.

## 심장
심장박동의 힘은 혈관 내의 압력이 정상적으로 유지되도록 한다. 그러나 '울혈성 심부전'이라고 불리는 심장부전이 발생하게 되었을 때, 압력변화는 굉장히 심각한 수분저류현상을 야기할 수 있다. 이 상태에서는 수분저류현상이 주로 다리와 발, 발목 등에서 나타나지만, 폐에도 수분저류가 생길경우 만성 기침이 생기게 된다. 이 경우에는 호흡곤란을 겪거나 심장에 추가적인 스트레스를 줄 수 있고, 보통 이뇨제를 처방한다.

## 신장
중증 수분저류현상의 다른 원인으로는 신부전증이 있는데, 신부전증은 신장이 더 이상 체액을 혈관에서 거르고 소변으로 바꾸는 기능을 하지 못하는 것을 말한다. 신장질환은 주로 신장염에서 시작되는데, 예를 들면 신장증이나 낭창이 있다. 이런 수분저류현상도 역시 보통 다리나 발목 등이 붓는 것으로 나타난다.

## 다리가 붓는 다른 원인들
다리, 발, 발목이 붓는 현상은 임신 말기에 자주 보인다. 이것은 부분적으로 골반의 주요 정맥인 자궁의 무게로 인해 야기된다. 이것은 보통 출산후에는 사라지고, 보통 걱정할 일은 아니지만, 그래도 항상 의사에게 보고해야 한다. 운동부족도 수분저류현상의 다른 원인이다. 운동은 다리의 정맥이 혈액을 중력을 거슬러서 심부로 보낼 수 있도록 도와준다. 만약 혈액이 너무 느리게 움직이고 다리 정맥에 울혈이 생기기 시작한다면, 그 압력이 많은 양의 체액을 다리 모세혈관에서 조직 공간 사이로 밀어낸다. 이로 인해 모세혈관이 파괴된다면 피부에 작은 멍이 들게 된다. 정맥 역시도 부을 수 있고, 고통스러우며 비틀리게 되는데, 이런 현상을 정맥류라고 한다. 운동부족은 일반적인 수분저류현상의 원인 중 하나로, 근육을 움직이는 것은 정맥에서 혈액의 흐름을 유지하고, 림프계가 "overflow" 기능을 충분히 수행할 수 있도록 자극을 하는 데 필요하기 때문이다. 장거리 비행이나 장기간의 요양, 장애로 인해 거동하지 못하는 상태 등은 수분저류현상을 야기할 수 있다. 발목을 돌리거나 발가락을 꼼지락 대는 등의 아주 작은 운동도 수분저류현상이 나타나지 않도록 할 수 있다.

## 단백질
단백질은 물을 끌어당기는 성질이 있고 물의 균형을 맞추는 데 중요한 역할을 한다. 심각한 단백질 부족의 경우에, 혈액은 조직으로부터 모세혈관으로 수분을 끌어당기는 단백질을 충분하지 못하게 가지고 있을 것이다. 이로 인해 기아를 겪는 사람들이 복부가 팽창되어 있는 모습으로 보이게 된다. 이것은 그들의 식단에 단백질이 부족하기 때문에 복부가 부종이나 수분저류현상으로 인해 침수된 상태이다. 모세혈관벽이 너무 투과성이 강해지면, 단백질도 혈액에서 빠져나오는 것이 가능해져서 조직 공간에 머물 수 있게 된다. 이 빠져나온 단백질이 물을 끌어당기는 자석같은 역할을 해서, 지속적으로 더 많은 양의 물을 혈관으로부터 끌어당기고 조직 공간에 수분을 축적하게 된다.

## 다른 요소
특정 약물도 수분저류현상을 야기하기 쉬운 것으로 알려져있다. 호르몬 대체요법이나 복합 경구 피임약 등의 에스트로겐을 함유한 각종 약물들이나, 비스테로이드성 항염증제, 베타수용체 차단약 등이다. 월경 전에 붓기나 유방통 등을 가져오는 수분저류도 일반적인 현상으로, 이는 비타민B나 마그네슘 등의 영양 불균형으로 인해서 호르몬 균형이 붕괴된 것과 관계가 있다. 소금이나 나트륨이 많은 음식을 먹는 것도 수분저류현상을 가져올 수 있다.

## 치료
수분저류현상을 치료하기 위해서는 일단 혈관벽에 과도한 유출이 생겼는지를 알아보아야 한다. 혈관벽에 유출이 없고, 심장이나 신장의 질환으로 인한 경우에는 이뇨제를 처방하는 것이 적절하다. 반면에, 혈관벽이 약해서 유출이 있고 조직에 수분과 단백질이 차있는 경우라면 이뇨제 처방은 좋지 않다. 이뇨제는 신장이 더 많은 양의 체액을 혈관으로부터 급속하게 제거하도록 할 것이며, 조직 내에 남아있는 단백질은 혈액에서 조직으로 더 많은 양의 수분을 끌어올 것이다. 이것은 결과적으로 혈액내에서 탈수현상을 생기게 만든다. 시간이 지남에 따라, 이뇨제를 사용한다면 이런 타입의 수분저류현상을 악화시킬 것이고, 육체는 수분 부족을 막기위해서 물을 더 저장하려고 할 것이다. 수분저류현상이 알려졌을 때, 의사들도 가끔은 두 가지 타입의 차이점을 잡아내기가 힘들 때가 있다. 많은 의사들은 보통 자동적으로 이뇨제를 처방한다. 그러나 단백질과 연관된 수분저류현상을 막는 정확한 방법은 모세혈관이 약해진 원인에 대해서 생각하면서 조직 공간내에서 수분을 끌어당기는 단백질을 제거할 방법을 찾는 것이다.